# Национальный музей Республики Марий Эл имени Т. Евсеева
Национальный музей Республики Марий Эл имени Т. Евсеева (ГБУК «НМ РМЭ») — региональный краеведческий музей, расположенный в городе Йошкар-Оле Республики Марий Эл. Открыт 3 апреля 1920 года, является одним из старейших музеев Марий Эл. Назван в честь одного из основателей, директора, учёного-этнографа, фольклориста, краеведа, педагога Тимофея Евсеева. Первый музей в России, получивший статус «национального».

## История
4 марта 1920 года коллегия Краснококшайского уездного отдела народного образования приняла решение об организации Центрального музея в Краснококшайске. 3 апреля того же года музей открылся для посетителей в здании 32 по улице Советской (дом Суворова). 17 октября 1921 года коллегия народного образования Марийской автономной области приняла решение о преобразовании уездного музея в областной краеведческий. Заведующим назначен преподаватель марийского языка и этнографии Марийского педагогического техникума Ф. Е. Егоров.

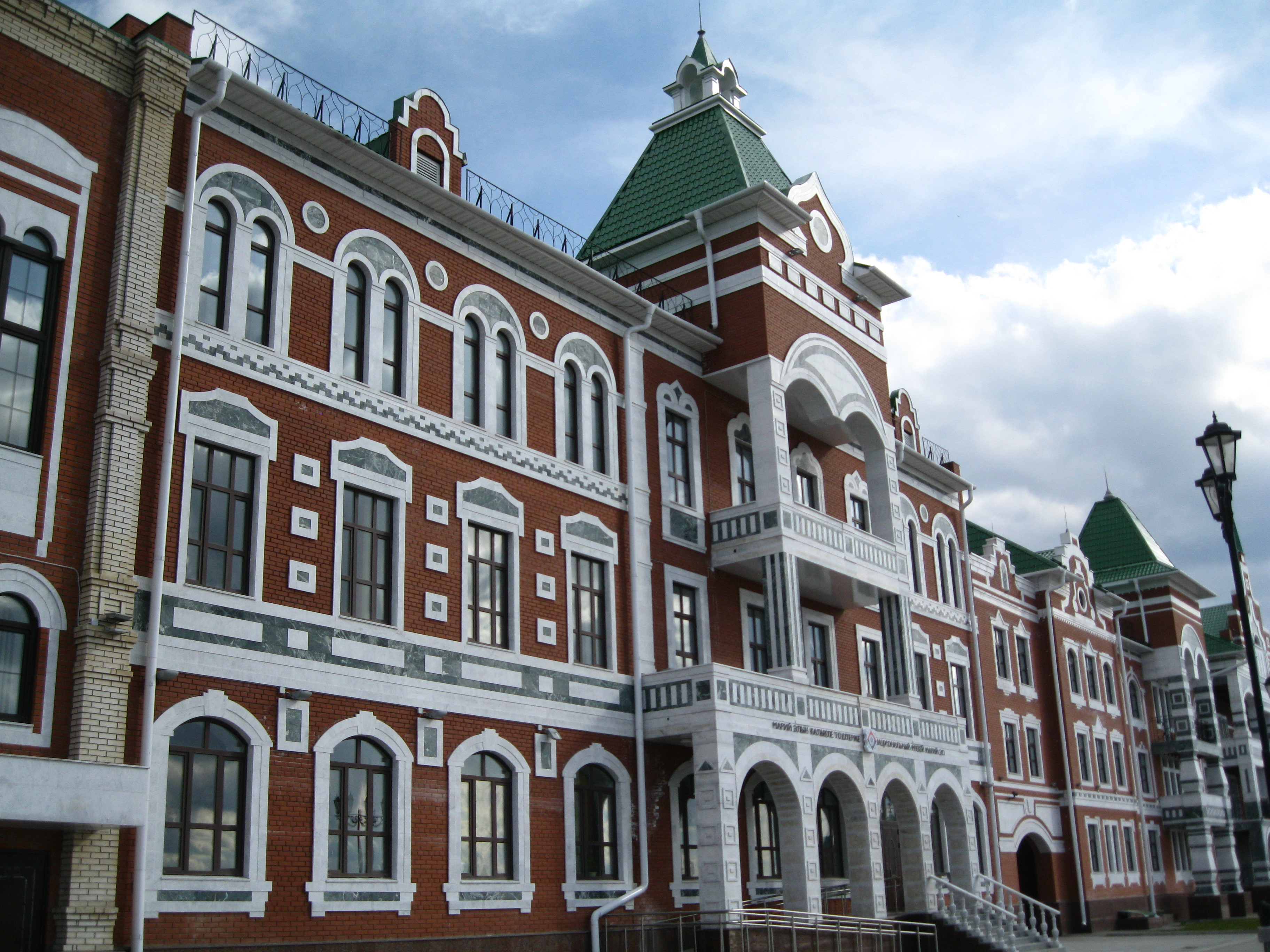
Здание Музея истории и археологии НМ РМЭ

Музей разместили в здании педтехникума. В 1922 году государство отказалось от финансовой поддержки, и музей был закрыт. Все имеющиеся экспонаты музея были переданы на хранение в этнографический отдел Марийского педтехникума. Музей возобновил свою деятельность 5 декабря 1924 года. Не имея собственного помещения, музей временно оставался в этнографическом кабинете Марпедтехникума.
По рекомендации съезда учителей Марийской автономной области в музей был направлен учитель Тимофей Евсеевич Евсеев, который начал сбор этнографического материала среди марийцев.
В 1925 году музей был переименован в Центральный марийский музей. В начале 1927 года музей был переведён в отдельное небольшое каменное здание. В 1930 году музей помещался в каменном одноэтажном здании. Выставочные залы занимали три комнаты.
В июне 1932 года музей переведён в здание закрытой церкви, где удалось провести одну краткосрочную выставку. После капитального ремонта здания церкви в 1934 году были созданы условия для восстановления исторической ценности музея, оборудован этаж для картинной галереи.
Музей взаимодействовал с московским Центральным музеем народоведения, Вятским институтом краеведения и с Хельсинкским этнографическим музеем в Финляндии.
С февраля 1934 года Тимофей Евсеев стал работать в должности директора музея. В связи с преобразованием Марийской АО в Марийскую АССР музей стал подчиняться Народному комиссариату просвещения Марийской АССР. В 1937 году музей был переведён в новое здание. С 20 января 1939 года музей был открыт после реорганизации с отделами природы, истории, социалистического строительства.
С 1941 по 1946 год музей был временно закрыт, а фонды были вывезены и хранились в маленьком каменном помещении колхоза Ронгинского района Марийской АССР.
В 1946 году переименован в Марийский научно-краеведческий музей и стал подчиняться Управлению по делам культурно-просветительских учреждений при Совете Министров Марийской АССР. Тогда же музею было отдано нынешнее двухэтажное здание.
В этом же году археологом П. Н. Старостиным и заместителем директора по научной части Б. В. Бабушкиным создана первая научная экспозиция по археологии, в 1969 году создана экспозиция «Природа Марийской АССР». Автор научной разработки — Н. В. Иванов.
В 1975 году в городе Тарту Эстонской ССР состоялась выставка «Марийское народное искусство», где было представлено более 200 экспонатов. В 1987 году впервые за рубежом, в городе Сомбатхее Венгерской Народной Республики, музеем была организована выставка «Марийское народное искусство», экспонаты которой были переданы в дар Музею истории Сомбатхея.
По инициативе директора М. Б. Матуковой Постановлением Правительства Республики Марий Эл от 4 августа 1992 года Марийский научно-краеведческий музей был переименован в Национальный музей Республики Марий Эл, ему были присвоены статус «национальный» и имя основателя Тимофея Евсеева.

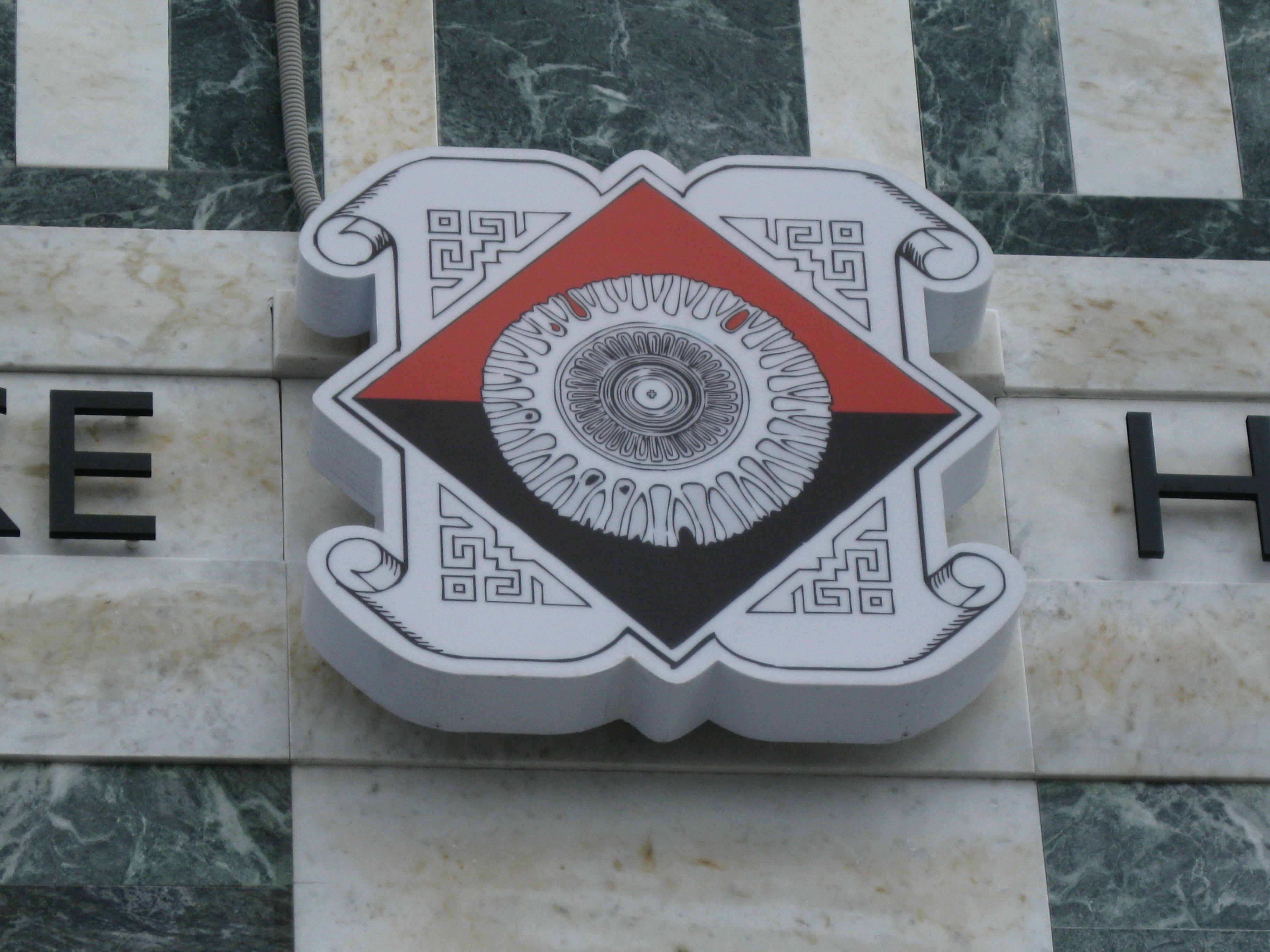
Логотип музея на фронтоне здания Музея истории и археологии

В 2003 году была проведена реконструкция музея.
В ноябре 2015 года на набережной Йошкар-Олы (ул. Эшкинина, 10А) было открыто новое структурное подразделение музея — Детский музейно-выставочный центр.
20 июля 2017 года в ходе официального визита в Йошкар-Олу для участия в заседании Совета по межнациональным отношениям при Президенте России музей посетил Президент России В. В. Путин.
4 ноября 2018 года, в День народного единства и День Республики Марий Эл, в здании бывшего Детского музейно-выставочного центра был торжественно открыт Музей истории и археологии.
В марте 2020 года к 100-летию образования музея состоялась презентация новых продуктов и услуг музея на площадке Музея истории и археологии. На мероприятии был представлен презентационный альбом «Марийская земля — очарование России» с мобильным приложением «Я здесь: Марий Эл».
В 2020 году в главном здании музея велась реставрация. Торжественное открытие главного здания музея состоялось 16 декабря.
В 2023 году был разработан новый сайт музея на базе 1С-Битрикс — российского сервиса управления бизнесом.
1 февраля 2024 года в Главном корпусе музейного комплекса была открыта обновлённая этнографическая экспозиция «Земля, рождённая небом. Обряды жизненного цикла и традиционная культура народа мари конца XIX – середины XX вв.». Уникальный выставочный проект стал возможным благодаря государственной поддержке в рамках Национального проекта «Культура» в 2023 году. Экспозиция выглядит в форме закручивающейся спирали – знака, часто встречающегося в марийской обрядовой вышивке, знака, обозначающего непрерывность временного и жизненного цикла, связь с Небом.

## Здание
Здание музея является памятником архитектуры регионального значения.
Здание построено в 1903 году как арестный дом. Позже в нём размещался рабфак, а в годы Великой Отечественной войны — Государственный оптический институт из Ленинграда, где работал академик Сергей Иванович Вавилов. Музей занимает здание с 1946 года. В 1960 году к юбилею республики здание был реконструировано, надстроен третий этаж, построено правое крыло.
Здание участвует в формировании фронта застройки восточной стороны Советской улицы. Представляет собой прямоугольное трёхэтажное кирпичное строение с ризалитом с восточной стороны. Имеет коридорную планировку в объёме постройки 1903 года и зальную — в дополнительном объёме 1960 года. В оформлении фасада использованы рустовка, профилированные карнизы, полосы каннелюров в простенках окон 2-го и 3-го этажей, украшения в виде марийского национального орнамента.

## Фондовые коллекции
Коллекции музея насчитывают свыше 233 тысяч единиц хранения, представленных в экспозициях и на выставках как в Национальном музее, так и в его структурных подразделениях: Музее народно-прикладного искусства, Доме-музее И. С. Ключникова-Палантая, Музее истории Православия, Музее истории и археологии, Детском музейном центре, культурно-выставочном центре «Благовещенская башня».
В Национальном музее на 2019 год располагались следующие экспозиции и выставки:
- Обряды жизненного цикла: традиционная культура народа мари XIX—XX веков.
- Удивительный мир животных. Особо охраняемые природные территории Республики Марий Эл.

В музее имеется коллекция (около 260 единиц) художественно-этнографических зарисовок и живописных работ 20-30-х годов XX века, выполненная привлечёнными Т. Евсеевым для пополнения фондов художниками, знакомыми с жизнью края (К. Ф. Егоров, Е. Д. Атлашкина, П. Т. Горбунцов), а также художниками из Казани (Г. А. Медведев, П. А. Радимов, В. К. Тимофеев). В результате их работы на протяжении второй половины 1920-х — первой половины 1930-х годов была сформирована коллекция работ о повседневной жизнедеятельности марийцев и их этнокультурных особенностях. Она включает в себя этюды, рисунки, этнографические зарисовки и наброски документального характера, выполненные в экспедициях в Моркинский и Звениговский кантоны Марийской автономной области, организованных Т. Евсеевым в 1928—1929 годах, и после их завершения.
В документальном фонде музея хранятся коллекции (фотографии, документы, печатные издания и пр.), принадлежавшие многим известным деятелям здравоохранения, образования и науки, культуры и искусства Марий Эл, среди них: первый детский врач Марийского края Ф. М. Контский, первые марийские композиторы И. С. Ключников-Палантай и Я. А. Эшпай, композитор, заслуженный деятель искусств РСФСР Н. А. Сидушкин, первые марийские музыканты-гусляры П. С. Тойдемар и А. Р. Сидушкина, первые профессиональные театральные актёры из мари А. Г. Страусова и И. Т. Якаев, первый марийский писатель и поэт С. Г. Чавайн, первый марийский драматург М. Шкетан, первый заслуженный деятель искусств из мари Н. Арбан, первый народный поэт из мари М. Казаков, народные писатели и поэты Н. Лекайн, С. Николаев, М. Майн, Й. Осмин, С. Вишневский, В. Юксерн, А. Крупняков, Г. Матюковский, К. Васин, З. Каткова, А. Юзыкайн, В. Регеж-Горохов и многие другие. Отдельный пласт документальных материалов принадлежит политическим деятелям, вписавшим своё имя в историю Марийского края: первый руководитель марийского правительства И. П. Петров, председатели Президиума Верховного Совета Марийской АССР Т. И. Кавалеров, П. В. Щербаков, П. А. Алмакаев, В. И. Романов, председатели Верховного Совета Марийской АССР П. Е. Коротков, В. П. Ишалёв, Н. Ф. Рыбаков, Г. А. Посибеев, первый Президент Марий Эл В. М. Зотин, юристы В. И. Товашов, А. Т. Товашов, Н. М. Пиксаев и другие.

## Структурные подразделения музея
- Дом-музей И. С. Ключникова-Палантая (Йошкар-Ола)[16].
- Музей народно-прикладного искусства (Йошкар-Ола)[17].
- Музей истории и археологии (Йошкар-Ола)[18].
- Музей истории православия (Йошкар-Ола)[19].
- Культурно-выставочный центр «Благовещенская башня» (c 30 апреля 2021 года — Культурно-выставочный центр «Башня»[20]) (Йошкар-Ола)[21].

## Директора
Список директоров музея за всю его историю:
- Егоров Фёдор Егорович (1921—1924)
- Евсеев (Евсевьев) Тимофей Евсеевич (1924—1931, 1937)
- Кочетов Пётр Трофимович (1931—1935)
- Фридрих Александра Христиановна (1937—1946)
- Артемьев А. В. (1946—1947)
- Искаков Исаак Кириллович (1948—1953)
- Кузнецова Евдокия Ивановна (1953—1961)
- Калугин Семён Михайлович (1961—1963)[23]
- Антоненко Зинаида Михайловна (1964—1966)
- Кашков Антонин Алексеевич (1967—1974)
- Степанов Аркадий Фёдорович (1975—1977)
- Пакеев Леонид Яковлевич (1977—1990)
- Матукова Мария Байрамовна (1990—2006)
- Хват Александр Иванович (2007—2008)
- Чёрный Никита Валерьевич (2008—2009)
- Муравьёв Анатолий Васильевич (2009—2014)
- Смирнова Лидия Никаноровна (2014—2018)
- Зверева Светлана Владимировна (2018—2025)[24]
- Якаева Ирина Геннадьевна (с 2025)